# تاريخ ليبيا تحت حكم معمر القذافي
تاريخ ليبيا تحت حكم معمر القذافي أصبح معمر القذافي الزعيم الفعلي لليبيا في 1 سبتمبر 1969 بعد قيادته لمجموعة شباب من الضباط العسكريين الليبيين ضد الملك محمد إدريس الأول في انقلاب سلمي. ألغى مجلس قيادة الثورة الليبية (آر سي سي) برئاسة القذافي الملكية والدستور، وكان الملك خارج البلاد في رحلة علاجية ، وأُنشئت الجمهورية العربية الليبية مع شعار «الحرية والاشتراكية والوحدة».
بادرت حكومة مجلس قيادة الثورة بعد وصولها إلى السلطة بعملية توجيه الأموال نحو توفير التعليم والرعاية الصحية والإسكان للجميع. أصبح التعليم الحكومي مجانيًا في البلاد والتعليم الابتدائي إلزاميًا لكلا الجنسين، وأصبحت الرعاية الطبية متاحة للشعب بدون أي تكلفة، ولكن عملية توفير الإسكان للجميع كانت مهمة لم تنجح حكومة مجلس قيادة الثورة في إتمامها. ارتفع معدل الدخل القومي للفرد في عهد القذافي إلى أكثر من 11000 دولار أمريكي، أي خامس أعلى معدل في إفريقيا. كانت هذه الزيادة في الازدهار مصاحبة بسياسة خارجية مثيرة للجدل، بالإضافة إلى قمع سياسي داخلي متزايد.
تحالف القذافي مع الكتلة الشرقية وكوبا التابعة لفيدل كاسترو في التأييد العلني لحركات التمرد مثل المؤتمر الوطني الإفريقي لنيلسون مانديلا ومنظمة التحرير الفلسطينية والجيش الجمهوري الأيرلندي وجبهة البوليساريو (الصحراء الغربية). كانت حكومة القذافي إما معروفة أو مشتبه بها بالاشتراك في أعمال إرهابية من جانب هذه القوات وغيرها. علاوة على قيام القذافي بعدة غارات على الدول المجاورة في إفريقيا، أجدرهم بالذكر هي جمهورية تشاد خلال سبعينات وثمانينات القرن الماضي. أدت أعماله جميعها إلى تدهور العلاقات الخارجية الليبية مع دول عديدة، أغلبهم من الدول الغربية. بلغ هذا التدهور ذروته عام 1986 في عملية قصف الولايات المتحدة لليبيا. دافع القذافي عن تصرفات حكومته مستشهدًا بأهمية دعم الحركات المعادية للإمبريالية والاستعمار في جميع أنحاء العالم. ومن الجدير بالذكر أن القذافي قد دعم الحركات المعادية للصهيونية إضافة إلى حركات دعم الوحدة الإفريقية والحقوق المدنية للسود. دفع سلوك القذافي، الذي غالبًا ما كان شاذًا وغير منتظم، بعض مواطني الدول الخارجية إلى استنتاج أنه لم يكن سليمًا عقليًا، وهو ادعاء عارضته السلطات الليبية وآخرون من المقربين منه. على الرغم من حصول القذافي على معونات ومساعدات تقنية مكثفة من الاتحاد السوفيتي وحلفائه، إلا أنه ظل محافظًا على علاقات وثيقة مع الحكومات الموالية لأمريكا في أوروبا الغربية؛ بتحفيز شركات النفط الغربية في المقام الأول عن طريق إعطائها وعودًا بالوصول إلى قطاعات الطاقة الليبية المربحة. جرى تطبيع العلاقات المتوترة بين ليبيا والغرب بعد أحداث 11 سبتمبر 2001، وكذلك خُفِّفت العقوبات المفروضة على البلاد في مقابل الجهود الليبية لتقليص برنامجها النووي.
اندلعت حرب أهلية في سياق «الربيع العربي» الأوسع في أوائل عام 2011. شكلت قوات المتمردين المناهضة للقذافي لجنة سُميت بالمجلس الوطني الانتقالي في 27 فبراير 2011 والتي كانت من المفترض أن تكون بمثابة سلطة مؤقتة في المناطق التي يسيطر عليها المتمردون. حدث تدخل عسكري متعدد الجنسيات بقيادة قوات منظمة حلف شمال الأطلسي (الناتو) في 21 مارس 2011 لدعم المتمردين بعد عمليات القتل الحادثة على أيدي القوات الحكومية بالإضافة إلى تلك التي ارتكبتها قوات المتمردين. أصدرت المحكمة الجنائية الدولية مذكرة اعتقال بحق القذافي وحاشيته في 27 يونيو 2011. أُطيح بحكومة القذافي في أعقاب تحرير طرابلس من قبل القوات الثورية في 20 أغسطس 2011، وعلى الرغم من ذلك، صمدت بعض جيوب المقاومة الداعمة لحكومة القذافي لمدة شهرين آخرين، ولا سيما في مدينة سرت التي كانت مسقط رأس القذافي والتي أعلنها عاصمة ليبيا الجديدة في 1 سبتمبر 2011. كان سقوط آخر المدن المتبقية الخاضعة لسيطرة القذافي، بالإضافة إلى السيطرة على سرت في 20 أكتوبر 2011 والتي تبعها مقتل القذافي لاحقًا، بمثابة نهاية للجماهيرية العربية الليبية.
تغير اسم ليبيا عدة مرات خلال فترة حكم القذافي. كانت تُسمي بالجمهورية العربية الليبية في البداية، ثم تغير الاسم في عام 1977 ليصبح الجماهيرية العربية الليبية الشعبية الاشتراكية، حيث كانت الجماهيرية مصطلحًا صاغه القذافي ويُترجم عادةً لـ«دولة الجماهير». أعيدت تسمية البلد مرة أخرى بعد قصف الولايات المتحدة لليبيا في عام 1986 لتصبح الجماهيرية العربية الليبية الشعبية الاشتراكية العظمى.

## انقلاب عام 1969

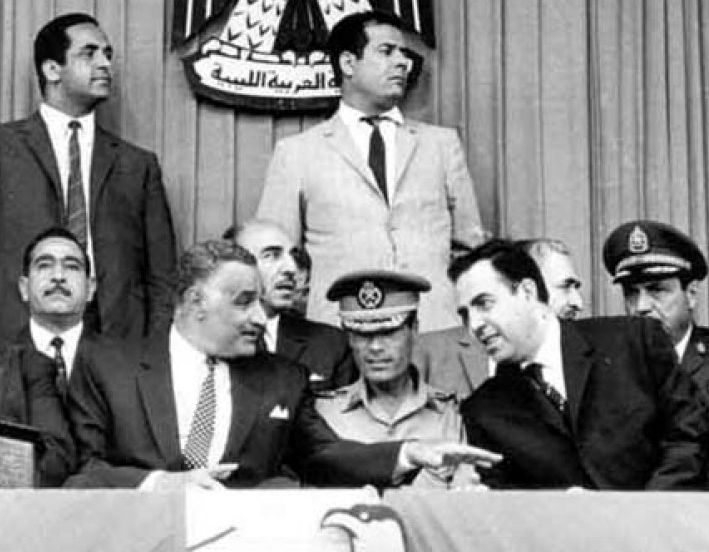
الأتاسي رفقة جمال عبد الناصر ومعمر الق\في في الوسط

تمكنت المملكة الليبية من الانتقال من كونها واحدة من أفقر دول العالم إلى دولة ثرية بفضل الإيرادات الهائلة من مبيعات النفط بعد اكتشاف احتياطيات نفطية كبيرة في عام 1959. على الرغم من التحسين الفائق الذي سببه النفط في الموارد المالية لحكومة ليبيا، إلا أن الاستياء بدأ يتراكم نتيجة زيادة تركيز ثروة البلاد في أيدي الملك محمد إدريس. تفاقم هذا الاستياء مع نهضة التيار الناصري والقومية/الاشتراكية العربية في جميع أنحاء شمال إفريقيا والشرق الأوسط.

استولت مجموعة من نحو 70 شابًا من ضباط الجيش ومعهم أفراد مجندون، أغلبهم مُعينون في كتيبة الإشارة، على الحكومة الليبية تابعين ذلك بإلغاء الملكية. عُرفت هذه المجموعة باسم «حركة الضباط الأحرار». انطلق الانقلاب في بنغازي وتمت عملية الاستيلاء في خلال ساعتين. احتشدت وحدات الجيش سريعًا لدعم الانقلاب حتى ترسيخ سيطرة عسكرية وطيدة في طرابلس وأماكن أخرى حول البلاد في خلال أيام قليلة. تلقى الانقلاب استقبالًا شعبيًا حماسيًا، ولاسيما من قبل الشباب في المناطق الحضرية. ثبت عدم وجود داعٍ للخوف من ظهور مقاومة في فزان وبرقة، ولم يُبلغ عن أي وفيات أو حوادث عنف مرتبطة بالانقلاب.

العلم الأخضر للجماهيرية العربية الليبية.

نسبت حركة الضباط الأحرار الفضل لنفسها في تنفيذ الانقلاب، وكانت برئاسة إدارة من 12 عضو عيّنوا أنفسهم مجلس قيادة الثورة الليبية، وهي الهيئة التي شكلت الحكومة الليبية بعد الانقلاب. أعلن مجلس قيادة الثورة أن ليبيا هي دولة حرة ومستقلة تُدعى بالجمهورية العربية الليبية، وسوف تمضي «في طريق الحرية والوحدة والعدالة الاجتماعية بما يضمن حق المساواة لمواطنيها وفتح أبواب العمل الشريف أمامهم». وُصف حكم الأتراك والإيطاليين والحكومة «الرجعية» التي أطيح بها للتو بأنه ينتمي إلى «العصور المظلمة» وقد دُعِي الشعب الليبي للابتعاد عنه والمضي قدمًا كـ«أخوة أحرار» إلى عصر جديد من الرخاء والمساواة والشرف.
أبلغ المجلس الممثلين الدبلوماسيين في ليبيا أن التغييرات الثورية لم تكن موجهة من خارج البلاد، وأن الاتفاقيات والمعاهدات الموجودة حاليًا ستظل سارية، أيضًا فحياة الأجانب وممتلكاتهم ستكون تحت الحماية. جاء الاعتراف الدبلوماسي بالحكومة الجديدة سريعًا من دول في جميع أنحاء العالم. تضمن ذلك الاعتراف الرسمي من الولايات المتحدة في 6 سبتمبر.

### ما بعد الانقلاب
في ظل غياب مقاومة داخلية، بدا أن الخطر الرئيسي على الحكومة الجديدة يكمن في إمكانية حدوث رد فعل مُحَفَز من قبل الملك الغائب محمد إدريس أو ولي العهد حسن الرضا السنوسي، الذي احتُجِز في وقت الانقلاب بجانب عدد من كبار المسؤولين المدنيين والعسكريين في الحكومة السابقة الملكية. ومع ذلك، حدث في غضون أيام قليلة من الانقلاب أن أعلن حسن الرضا تخليه عن جميع حقوقه في العرش بالإضافة إلى دعمه للحكومة الجديدة، داعيًا الشعب إلى قبولها أيضًا بدون عنف.
جرى إعطاء تعليمات لمجلس الوزراء بـ «وضع السياسة العامة للدولة كما رسمها مجلس قيادة الثورة» بحيث لم يُترك أي مجال للشك تجاه مكان تركّز السلطة المطلقة. قرر المجلس في اليوم التالي ترقية الكابتن القذافي إلى رتبة عقيد بالإضافة إلى تعيينه قائدًا أعلى للقوات المسلحة الليبية. على الرغم من رفض المتحدثين باسم مجلس قيادة الثورة الكشف عن أي أسماء أخرى لأعضاء المجلس حتى يناير 1970، إلا أنه اتضح منذ ذلك التاريخ وصاعدًا أن رئيس مجلس قيادة الثورة والرئيس الفعلي للدولة الجديدة كان معمر القذافي.
سارع المحللون إلى الإشارة لأوجه التشابه المذهلة بين الانقلاب العسكري الليبي في عام 1969 والانقلاب العسكري المصري في 23 يوليو 1952 بعهد جمال عبد الناصر، وأصبح من الواضح أن التجربة المصرية وشخصية جمال عبد الناصر الملهمة قد شكلت النموذج لحركة الضباط الأحرار. يظهر ذلك في التحرك القوي لمجلس قيادة الثورة في الأشهر الأخيرة من عام 1969 لإدخال إصلاحات داخلية، وأعلنوا موقفهم الحيادي تجاه المواجهة بين القوى العظمى وأيضًا معارضة جميع أشكال الاستعمار و«الإمبريالية»، هذا بالإضافة إلى إيضاح تفاني ليبيا تجاه الوحدة العربية وفي دعم القضية الفلسطينية ضد إسرائيل.
أعاد مجلس قيادة الثورة التأكيد على هوية البلد كجزء من «الأمة العربية» ودينها هو الإسلام. ألغى المؤسسات البرلمانية وتكفل بجميع الوظائف التشريعية وتابع حركة حظر الأحزاب السياسية التي كانت سارية منذ عام 1952. 
رفضت الحكومة الجديدة الشيوعية بشكل قاطع - إلى حد كبير لأنها كانت متعلقة بالالحاد – واعتمدت بشكل رسمي تفسيرًا عربيًا للاشتراكية ألّف المبادئ الإسلامية مع الإصلاح الاجتماعي والاقتصادي والسياسي. تحولت ليبيا بين عشية وضحاها من معسكر الأقاليم التقليدية العربية المحافظة إلى معسكر الأقاليم القومية المتطرفة.

## تأكيد سيطرة القذافي

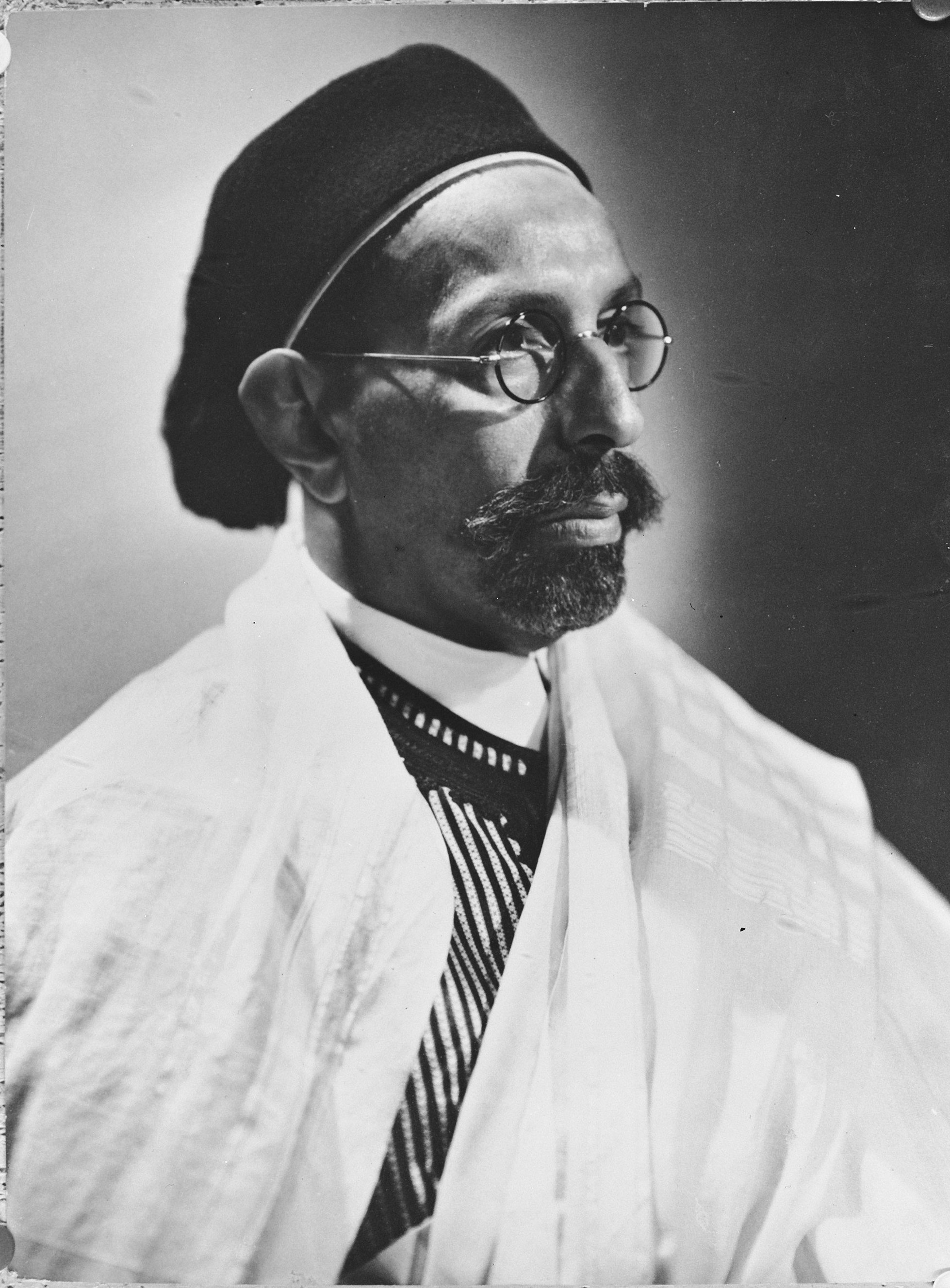
الملك محمد إدريس

أشار المتحدثون باسم مجلس قيادة الثورة إلى وجود نية جادة لمحاسبة «النظام الراحل» منذ البداية. حوكم أكثر من 200 من المسؤولين الحكوميين السابقين – وشمل ذلك العديد من الوزراء وسبعة رؤساء وزراء - إضافة إلى الملك السابق محمد إدريس وأفراد من العائلة المالكة بتهمة الفساد والخيانة في محكمة الشعب الليبية.
حوكم الكثيرون ممن عاشوا في منفى مثل الملك السابق بشكل غيابي. على الرغم من أن نسبة كبيرة من المتهمين قد بُرئت إلا أن آخرين قد حصلوا على أحكام بالسجن لمدة تصل إلى 15 عامًا علاوة على فرض غرامات باهظة على بعضهم. صدرت خمسة أحكام شملت أربعة غيابيًا، إحداهم كانت ضد الملك إدريس. حُكم على الملكة السابقة فاطمة بالسجن لمدة خمس سنوات وعلى حسن الرضا بثلاث سنوات.
حلَّ القذافي ومجلس قيادة الثورة في الوقت نفسه السنوسية ونجحا في التقليل من دورها التاريخي في تحقيق استقلال ليبيا. وهاجم الخلافات الإقليمية والقبلية مستبعدًا القادة التقليديين وراسمًا لحدود إدارية عبر التجمعات القبلية، باعتبار أن هذه الخلافات تُعد عوائق في الطريق نحو التقدم الاجتماعي والوحدة العربية.
أُعيدت تسمية حركة الضباط الأحرار لتصبح «الاتحاد الاشتراكي العربي» في عام 1971، على غرار الاتحاد الاشتراكي العربي المصري، وجُعلت الحزب القانوني الوحيد في ليبيا الجديدة. كانت بمثابة «وسيلة للتعبير الوطني» زاعمة «رفع الوعي السياسي لليبيين» و«مساعدة مجلس قيادة الثورة في صياغة السياسة العامة من خلال النقاش في المحاكم المفتوحة». أُدرجت النقابات العمالية ضمن الاتحاد الاشتراكي العربي بالإضافة إلى حظر الإضرابات. جُندت الصحافة رسميًا في عام 1972 كعميل للثورة، والتي كانت تخضع بالفعل للرقابة. طُرد الإيطاليون مع من تبقى من جماعة اليهود خارج البلاد وتمت مصادرة ممتلكاتهم في أكتوبر 1970.
انضمت ليبيا إلى اتحاد الجمهوريات العربية مع مصر وسوريا في عام 1972، ولكن لم ينجح الوصول إلى الاتحاد المراد من الدول العربية أبدًا. أصبح الاتحاد خامدًا بشكل فعلي بعد عام 1973.
كان القذافي منخرطًا في رؤاه الكارثية بخصوص الوحدة العربية الثورية والإسلام في صراع مميت مع ما أسماه قوى التطويق، القوى الشيطانية لرد الفعل، والإمبريالية والصهيونية. ظل القذافي بمرور الأشهر مكرسًا اهتمامًا متزايدًا للشؤون الدولية الخارجية بدلًا من الشؤون الداخلية. وقع حمل المهام الإدارية الروتينية على الرائد عبد السلام جلود نتيجة لذلك، والذي أصبح رئيسًا للوزراء في مكان القذافي عام 1972. تولى عبد السلام جلود ما تبقى من مهام القذافي الإدارية والبروتوكولية بعد ذلك بعامين للسماح للقذافي بتكريس وقته للتنظير الثوري. ظل القذافي قائدًا أعلى للقوات المسلحة والرئيس الفعلي للدولة. تكهنت الصحافة الأجنبية حول حجبٍ لسلطته وشخصيته داخل مجلس قيادة الثورة، ولكن القذافي سرعان ما بدد هذه النظريات من خلال تدابيره لإعادة هيكلة المجتمع الليبي.